# 환동해지역본부
환동해지역본부(環東海地域本部)는 지방자치법 제114조 및 지방자치단체의 행정기구와 정원기준 등에 관한 규정 제20조에 따라 동해안권 지역과 관련된 지역균형 발전 정책의 타당성 확보와 현장에 맞는 정책 집행을 강화하기 위하여 설치된 경상북도청 소속기관이다. 종전의 기관명은 '동해안발전본부'였다.
2018년에 구 경상북도청에서 포항시 남구의 포항테크노파크(지곡로 394)로 임시 이전로 해서, 2024년 7월 1일, 포항시 북구 흥해읍 이인리에 청사로 이전을 완료했다.

## 같이 보기
- 경상북도청
- 용흥중학교